# Сусам
 Тази статия е за растението.  За селото в Южна България вижте Сусам (село).  
Сусамът (Sesamum, от турски: susam) е род едногодишни тревисти растения от семейство Сусамови (Pedaliaceae).

## Разпространение
Родина на сусама е Африка. Отглежда се в Северна Африка, Средиземноморието и др.; най-много в Индия, Китай, Пакистан; в България – в южните райони.

## Видове
Известни са около 25 вида сусам.
- Sesamum abbreviatum Merxm.
- Sesamum alatum Thonn.
- Sesamum angolense Welw.
- Sesamum biapiculatum De Wild.
- Sesamum calycinum Welw.
- Sesamum capense Burm. f.
- Sesamum digitaloides Welw. ex Schinz
- Sesamum gracile Endl.
- Sesamum hopkinsii Suess.
- Sesamum indicum L. – индийски (обикновен) сусам
- Sesamum lamiifolium Engl.
- Sesamum latifolium J.B. Gillett
- Sesamum lepidotum Schinz
- Sesamum macranthum Oliv.
- Sesamum marlothii Engl.
- Sesamum mombazense De Wild. & T.Durand
- Sesamum parviflorum Seidenst.
- Sesamum pedalioides Welw. ex Hiern
- Sesamum radiatum Schumach. & Thonn.
- Sesamum rigidum Peyr.
- Sesamum rostratum Hochst.
- Sesamum sabulosum A.Chev.
- Sesamum schinzianum Asch.
- Sesamum somalense Chiov.
- Sesamum thonneri De Wild. & T. Durand
- Sesamum triphyllum Welw. ex Asch.

## Култивация
Сусамът е много устойчив на суша, отчасти поради силно развитата коренова система. Въпреки това той изисква достатъчно влага за поникване и растеж. Макар културата да оцелява при суша и при прекомерна влага, добивите значително намаляват при тези случаи. Нивото на влага за по-високи добиви е особено важно преди засаждането и преди цъфтежа. Различните сортове сусам се приспособяват към различни видове почва, като най-високи добиви се получават от плодородни почви с неутрално pH.
Тъй като сусамът има малки и плоски семена, той трудно се изсушава след прибирането на реколтата. Малките семена затрудняват движението на въздух между тях, следователно те трябва да бъдат събрани възможно най-сухи. Ако семената са прекалено влажни, могат бързо да гранясат. След прибирането семената обикновено се почистват и белят. След това по машинен път се сортират, като се отхвърлят обезцветените. Това се прави за хомогенизиране на семената, което се възприема от потребителите като по-високо качество. Отстранените семена се използват за производство на масло.

## Производство и търговия
Глобалният добив на сусам през 2010 г. е в размер на 3,84 милиона тона. Най-големите производители в света са Мианмар, Индия и Китай. Белите и по-светлите семена са често срещани в Европа, Северна и Южна Америка, Западна Азия. По тъмните семена се произвеждат най-вече в Китай и Югоизточна Азия. Япония е най-големият вносител на сусам в света. Сусамовото масло е основна съставка в японската кухня.

## Приложение
Използват се за храна, в хранително-вкусовата, медицинската промишленост, в сладкарството и др.; сусамовото масло – във фармацевтичната практика като разтворител на витамини и други препарати.
Сусамът е популярен и ценѐн от древността. Използвал се е главно в кулинарията и медицината. Преди употреба сусамовите семена обикновено се препичат. Поръсват се върху хлябове, сладкиши, както и мака, с него се приготвя тахан-халва. Има благотворно действие при бременни и малки деца заради съдържащите се в него хранителни вещества и особено фолиева киселина. Има два основни вида сусам – бял и черен. И двата вида се използват в азиатската кухня, главно за панировка и подправяне на салати и рибни ястия.

### Хранителен състав
Семената (в плода кутийка са до 80) съдържат 53 – 63% масло, 21% белтъци и 21% въглехидрати.

### Сусамът в кухните на различни народи
- Смленият сусам (таханът) (на арабски – tahini) е основен продукт при производството на халва, приготвяна из целия Среден изток и Средиземноморието.
- Таханът се използва за подправяне на хумус (hummus), сосове за кебапи, като най-често се смесва с лимон и чесън в хлебен сос – популярното арабско предястие мезе (mezze).
- В Мексико сусамовото олио се нарича ахонхолѝ (ajonjoli) и широко се използва за готвене.
- Белият сусам се използва в ястия от китайската, японската и корейската кухня, където месо или риба се овалва в сусам, преди пържене, за да се получи хрупкава коричка.
- Черният сусам влиза в състава на gomassio, японска смес от подправки, и в ястия от ориз и азиатски спагети (noodles).
- В България таханът се свързва предимно със сусамовата тахан халва.

## Още за сусама
- Сусамените семена са богати на калций, желязо, фосфор, магнезий. Съдържат още витамини от групата B, особено витамин B1 и витамин B6.
- Сусамовото олио е много подходящо за горещия климат – трудно гранясва поради наличието на специфичното за сусама вещество „сезамолин“. При преработката ценните витамини и другите активни съставки не се унищожават.
- Сусамовото олио от непечен сусам е кехлибарено жълто, с естествен, мек вкус, който напомня на лешник.
- От печен сусам се произвежда особено ароматно олио, но вкусът му е доста изявен, затова трябва да се употребява с мярка.
- Препоръчва се преди употреба семената леко да се припекат в тиган без мазнина.
- Нужно е да се съхраняват в херметически затворен съд на тъмно.
- Таханът при престояване се разслоява и преди употреба е необходимо да се разбърка добре.
- Със сусама е свързана арабската приказка „Али Баба и четиридесетте разбойника“. Али Баба случайно чува тайното заклинание, с което разбойници отварят и затварят пещерата със съкровищата. На арабски тайните думи за отваряне били iftaH ya simsim – „Сусам, отвори се!“ В Европа приказката се появява през 18 век благодарение на френския ориенталист Антоан Галан. Заклинанието в превод на Галан гласи така: Sésame, ouvre-toi! („Сезам, отвори се!“).[3] Френското сезам е прието в западноевропейските езици за име на индийския (обикновения) сусам. Българският преводач използва същата дума, и за българския читател се появява неяснота – защо тайната дума е сезам, след като според приказката тя трябва да е някакво семе.